# The Operation M.D.
The Operation M.D. es un proyecto formado por Cone McCaslin de Sum 41 y Todd Morse de The offspring y H2O (Banda).
Como género es una combinación se podría definir entre; Garage rock Rock alternativo Garage punk y electrónica.
La banda debutó con su álbum We Have An Emergency lanzado en febrero del 2007 por Aquarius Records.
Actualmente han publicado en su myspace que están trabajando en su próximo disco.
Deryck Whibley (cantante de Sum 41 ) está ayudando en este proyecto en cuanto a la composición de las canciones, al igual que Steve Jocz el cual es el director de los videos musicales.

## Banda
- Todd Morse (Dr. Rocco) - Voz, Guitarra, Teclado.
- Cone McCaslin (Dr. Dynamite) - Bajo, Voz, Guitarra, Teclado.
- Matt Brann - Batería (no es miembro oficial de la banda pero le ayudó en We Have An Emergency).

## Discografía
- We Have An Emergency (2007) - (Aquarius Records)
- Birds + Bee Stings (2010)

## Sencillos
- "Sayonara". El director del video fue Steve Jocz de Sum 41.
- "Someone Like You" . El director del video fue Steve Jocz de Sum 41.
- "Shake Your Cage"
- "Like Everyone Else"